# Javorina
Javorina (allemand : Kniebeuger ) est une zone militaire de Slovaquie située dans la région de Prešov.